# Ераствере (озеро)
Ераствере (ест. Erastvere) — озеро на півдні Естонії у селі Ераствере у волості Канепі повіту Пилвамаа. Озеро розташоване на височині Отепя. Належить до старих озер Естонії, чиє утворення почалося в плейстоцені. З озера Ераствере бере початок річка Ахья.

## Характеристика
Це долинне стічне евтрофне озеро. Озеро має довгасту форму, витягнуту з південного заходу на північний схід. Північно-східна частина озера більш витягнута, ніж південно-західна.
Довжина водойми становить 829 м, найбільша ширина — 290 м. Середня глибина озера дорівнює 3,5 м, максимальна- 9,7 м. Площа становить 16 га.

## Флора і фауна
Кількість фіопланктону в озері — від середнього до високого. У пробах, отриманих під час цвітіння синьо-зелених водоростей було виявлено 62 таксони. У відкритій воді домінують синьо-зелені водорості. У прибережній зоні велика кількість зелених водрослей, але домінуючими видами залишаються синьо-зелені водорості.
Кількість зоопланктону середня. В результаті досліджень А. Мяеметса 1958 року, в озері було виявлено 18 видів. У відкритій воді і в прибережній зоні домінують гіллястовусі раки.
Кількість рослин середня. Всього було виявлено 17 видів макрофітів, що ростуть на третині площі озера. Максимальна глибина, на якій ростуть рослини — 2,2 метра.
Фауна риб багата видами. Тут водяться окунь, лящ, плітка, щука і лин.